# 라디오 열전 맙소사
《라디오 열전 맙소사》는 MBC every1에서 2007년 10월 15일 ~ 2008년 2월 11일에 방송되는 재연 프로그램이다.

## 소개
라디오와 TV의 만남이라는 새로운 컨셉트로 기존의 재연 프로그램과 차별화를 시도했다.

최근 MBC 라디오 방송에서 소개된 청취자의 사연 중 가장 재미있고 황당한 사연을 엄선해 한편의 시트콤과 같은 형식으로 각색해 소개한다.

## 진행
- 개편 전 - 정형돈[1], 최은경 (13회부터 하차)
- 개편 후 - 유세윤, 붐 (13회부터 합류)

## 방송 목록
| 회차 | 방영 일자        | 사연                                                                             | 비고                                    |
| ---- | ---------------- | -------------------------------------------------------------------------------- | --------------------------------------- |
| 1    | 2007년 10월 15일 | - 담배가 와이카노 - 내겐 너무 청순한 그녀                                        |                                         |
| 2    | 2007년 10월 23일 | - 올드 미스의 꿈 - 굴욕의 아르바이트 - 100일 기념 여행                           | - 본 방송을 화요일 낮으로 변경          |
| 3    | 2007년 10월 30일 | - 이벤트 왕의 최후! - 그들의 화려한 휴가! - 엽기 소녀 과외하기                   |                                         |
| 4    | 2007년 11월 6일  | - 환장의 섬 - 자연산이라니까 - 충장로 잔혹사                                     | - 본 방송을 화요일 밤으로 변경          |
| 5    | 2007년 11월 13일 | - 동변상련의 아픔 - 이중 스파이 - 박스 프로포즈                                  |                                         |
| 6    | 2007년 11월 20일 | - 완전 소심한 남자의 비애 - 천재 혹은 바보! - 달콤 살벌한 여친                   |                                         |
| 7    | 2007년 11월 27일 | - 소심한 a형 - 한국어 황당 실수담 - 귀신의 정체                                  |                                         |
| 8    | 2007년 12월 4일  | - 화끈한 프로포즈 - 대장은 너무해 - 솔로 증후군                                  |                                         |
| 9    | 2007년 12월 11일 | - 새댁이 기가막혀 - 완벽한 그녀의 놀라운 실체 - 내 이름은 김깜빡                 |                                         |
| 10   | 2007년 12월 18일 | - 바둑이 노대리 - 다혈질 엄마 - 사랑의 훼방꾼                                    |                                         |
| 11   | 2007년 12월 25일 | - 서른 잔치는 끝났다 - 가마솥 병장 구하기 - 시누이 없는 세상으로                 |                                         |
| 10   | 2007년 12월 18일 | - 서른 잔치는 끝났다 - 가마솥 병장 구하기 - 시누이 없는 세상으로                 |                                         |
| 12   | 2007년 12월 31일 |                                                                                  | - 본 방송을 월요일 밤으로 변경          |
| 13   | 2008년 1월 7일   | - 바둑이 노대리 - 다혈질 엄마 - 사랑의 훼방꾼                                    | - 정형돈, 최은경 하차 - 유세윤, 붐 합류 |
| 14   | 2008년 1월 14일  | - 미녀는 아무나 하나 - 몽정기 - 내 생애 최고의 악몽 - 올드미스 다이어리          |                                         |
| 15   | 2008년 1월 21일  |                                                                                  |                                         |
| 16   | 2008년 1월 28일  | - 긁다가 미쳐 - 발칙한 터프가이 - 운명적 만남 - 방실금 여사 습격사건             |                                         |
| 17   | 2008년 2월 4일   | - 쿵푸 맘 - 천당에서 지옥으로 - 뜨거운 안녕 - 밤이 무서워!                       |                                         |
| 18   | 2008년 2월 11일  | - 쌍두골 메아리의 진실 - 순수, 비탈길에 서다! - 용의주도 미스 김 - 남친의 차차차 | - 최종회                                |